# Outer Range
Outer Range è una serie televisiva statunitense del 2022 creata da Brian Watkins.
Nell'ottobre 2022 la serie è stata rinnovata per una seconda stagione.
Il 4 luglio 2024 Prime Video ha annunciato la cancellazione della serie Outer Range dopo 2 stagioni. Lasciando  la storia aperta  senza alcun finale. 

## Trama
Royal Abbott, un allevatore del Wyoming, viene coinvolto in una serie di misteri soprannaturali dopo l'arrivo di Autumn, una vagabonda.

## Episodi
| Stagione         | Episodi | Pubblicazione USA | Pubblicazione Italia |
| ---------------- | ------- | ----------------- | -------------------- |
| Prima stagione   | 8       | 2022              | 2022                 |
| Seconda stagione | 7       | 2024              | 2024                 |

## Personaggi e interpreti

### Personaggi principali
- Royal Abbott (stagione 1-in corso), interpretato da Josh Brolin
- Cecilia Abbott (stagione 1-in corso), interpretata da Lili Taylor
- Vice sceriffo Joy (stagione 1-in corso), interpretata da Tamara Podemski
- Perry Abbott (stagione 1-in corso), interpretato da Tom Pelphrey
- Autumn (stagione 1-in corso), interpretato da Imogen Poots
- Rhett Abbott (stagione 1-in corso), interpretato da Lewis Pullman
- Billy Tillerson (stagione 1-in corso), interpretato da Noah Reid
- Luke Tillerson (stagione 1-in corso), interpretato da Shaun Sipos
- Maria Olivares (stagione 1-in corso), interpretata da Isabel Arraiza
- Amy Abbott (stagione 1-in corso), interpretata da Olive Abercrombie

### Personaggi ricorrenti
- Wayne Tillerson (stagione 1-in corso), interpretato da Will Patton
- Matt (stagione 1-in corso), interpretato da Matthew Maher
- Martha HawkMorning (stagione 1-in corso), interpretata da Star Angeline
- Trevor Tillerson (stagione 1-in corso), interpretato da Matt Lauria

## Produzione
La serie è stata annunciata da Amazon Studios a gennaio 2020.

### Cast
Il 27 febbraio 2020 è stato reso noto che Josh Brolin era stato scelto per interpretare il protagonista della serie. Lili Taylor, Tamara Podemski e Tom Pelphrey si sono uniti al cast nell'ottobre 2020, così come Imogen Poots, Lewis Pullman, Noah Reid, Shaun Sipos e Isabel Arraiza nel dicembre successivo.

### Riprese
Le riprese principali della prima stagione sono iniziate l'11 gennaio 2021 e si sono concluse il 24 giugno dello stesso anno; si sono svolte a Calgary, Los Angeles, Albuquerque e Las Vegas.
Le riprese della seconda stagione sono iniziate il 14 marzo 2023 ad Albuquerque, Nuovo Messico, e si sono concluse nel luglio successivo.

## Promozione
Il teaser della serie è stato diffuso online il 10 marzo 2022, mentre il trailer è stato pubblicato il 5 aprile successivo.

## Distribuzione
I primi due episodi della serie sono stati distribuiti da Prime Video il 15 aprile 2022, mentre i restanti sono stati pubblicati su base settimanale. Il primo episodio della seconda stagione ha debuttato il 16 maggio 2024.

## Accoglienza

### Critica
Sull'aggregatore di recensioni Rotten Tomatoes la prima stagione ottiene un punteggio del 80% basato su 51 recensioni, con un punteggio medio di 6,8/10. Su Metacritic, invece, la prima stagione riceve un punteggio di 60 su 100, basato su 23 recensioni.
Il sito Movieplayer assegna alla serie 3 stelle su 5.